# William More Gabb
Pour les articles homonymes, voir More.
William More Gabb est un paléontologue américain spécialiste des invertébrés, né le 20 janvier 1839 à Philadelphie et mort le 30 mai 1878 dans cette même ville.

## Biographie
Il travaille principalement sur des fossiles notamment de mollusques du Crétacé et du Tertiaire.
Une espèce lui a été dédiée par Joel Asaph Allen : Bassaricyon gabbii. En effet, c'est Gabb qui rapporta au naturaliste la peau et le crâne de l'holotype,.